# Авиньонет-Лораге
Авиньоне́т-Лораге́ (фр. Avignonet-Lauragais, окс. Avinhonet de Lauragués) — коммуна во Франции, находится в регионе Юг — Пиренеи. Департамент — Верхняя Гаронна. Входит в состав кантона Вильфранш-де-Лораге. Округ коммуны — Тулуза.
Код INSEE коммуны — 31037.

## География

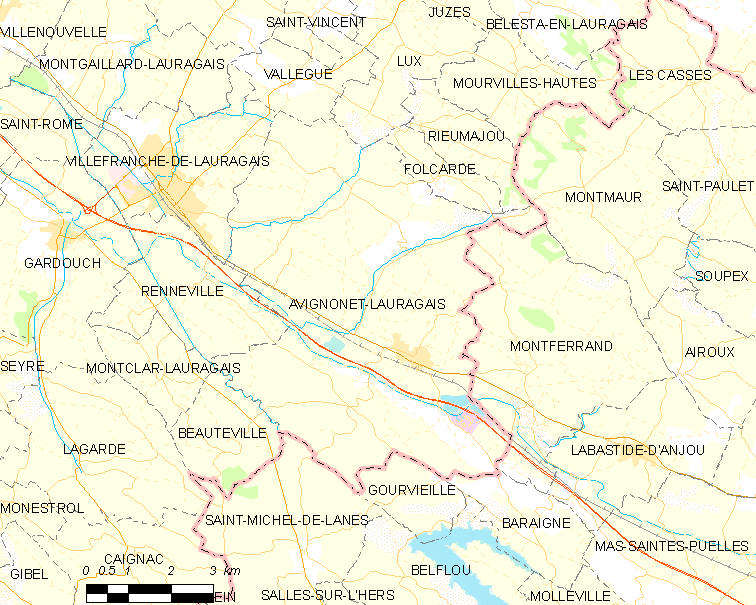
Карта коммуны

Коммуна расположена приблизительно в 620 км к югу от Парижа, в 39 км к юго-востоку от Тулузы.
По территории коммуны проходит Южный канал.

## Климат
Климат умеренно-океанический. Зима мягкая и снежная, весна характеризуется сильными дождями и грозами, лето сухое и жаркое, осень солнечная. Преобладают сильные юго-восточные и северо-западные ветры.

## Население
Население коммуны на 2010 год составляло 1323 человека.
| 1962 | 1968 | 1975 | 1982 | 1990 | 1999 | 2010 |
| ---- | ---- | ---- | ---- | ---- | ---- | ---- |
| 1117 | 1040 | 938  | 931  | 954  | 1070 | 1323 |

## Экономика
В 2010 году среди 851 человека трудоспособного возраста (15—64 лет) 652 были экономически активными, 199 — неактивными (показатель активности — 76,6 %, в 1999 году было 73,6 %). Из 652 активных жителей работали 599 человек (329 мужчин и 270 женщин), безработных было 53 (24 мужчины и 29 женщин). Среди 199 неактивных 59 человек были учениками или студентами, 73 — пенсионерами, 67 были неактивными по другим причинам.

## Достопримечательности
- Церковь Нотр-Дам-де-Миракль (XIV век). Исторический памятник с 1926 года[4]
- Башня (1356 год). Исторический памятник с 1965 года[5]

## Города-побратимы
- Авиньонет-де-Пучвентос (Испания)

## Фотогалерея

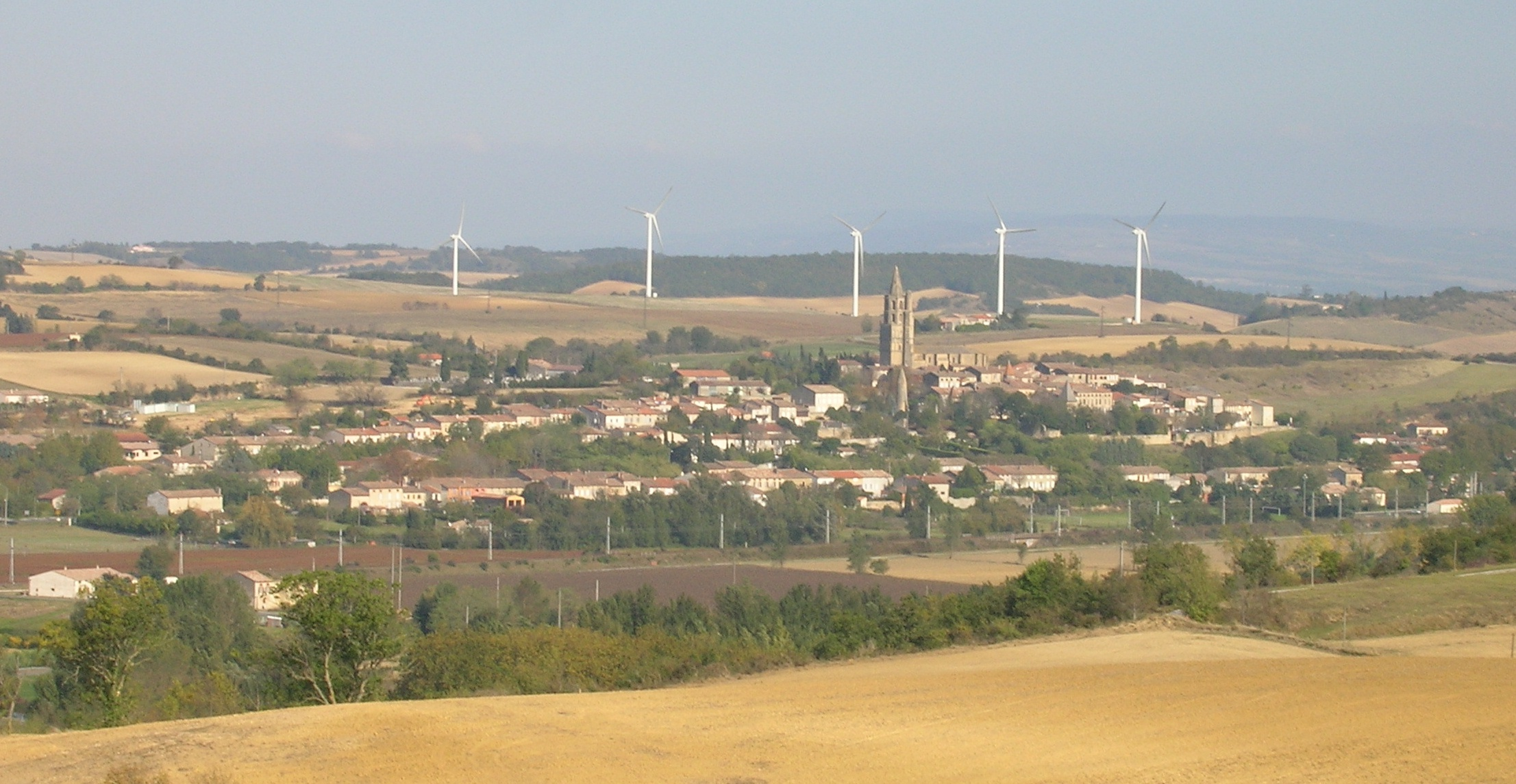
Авиньонет-Лораге
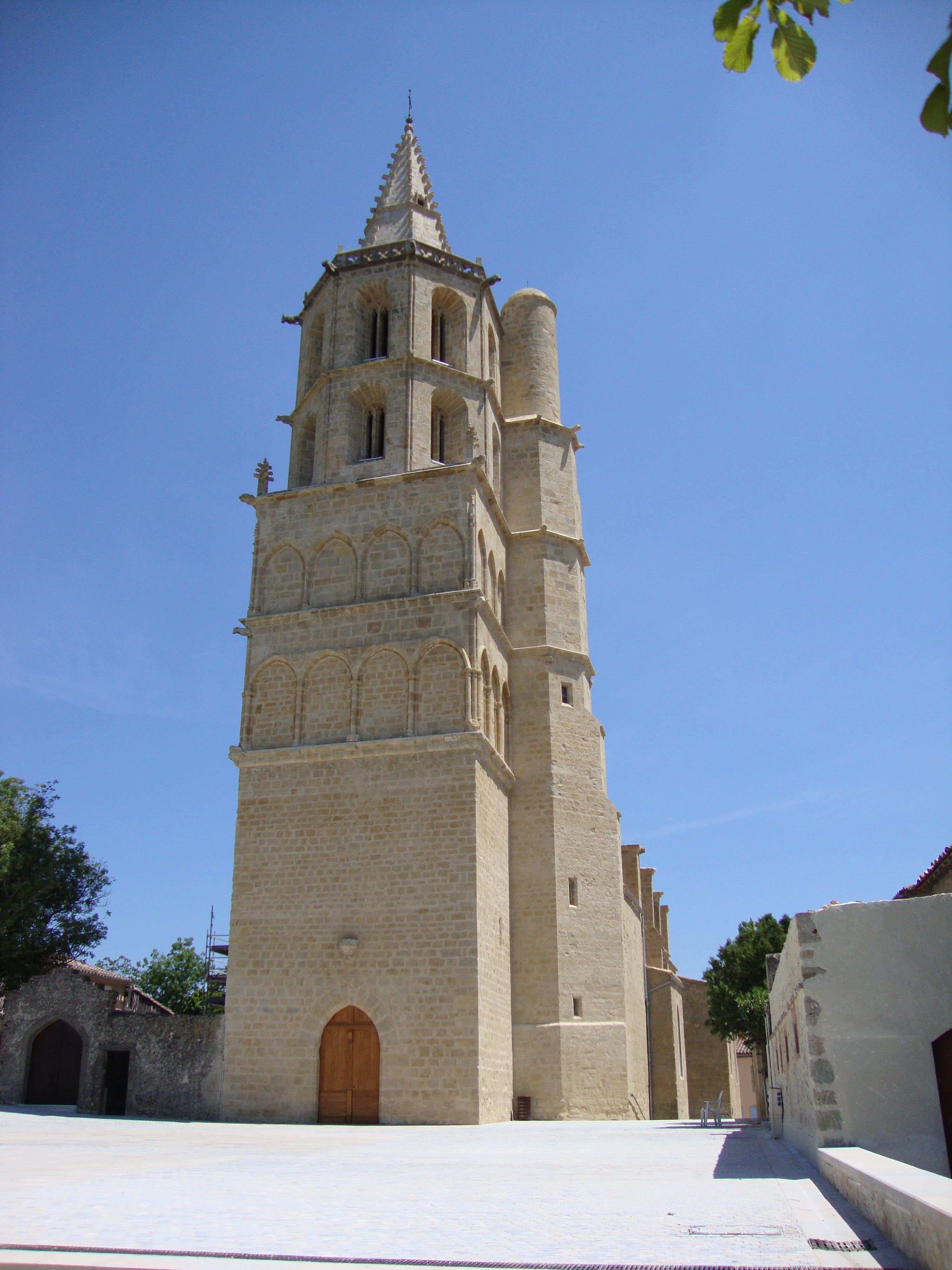
Церковь Нотр-Дам
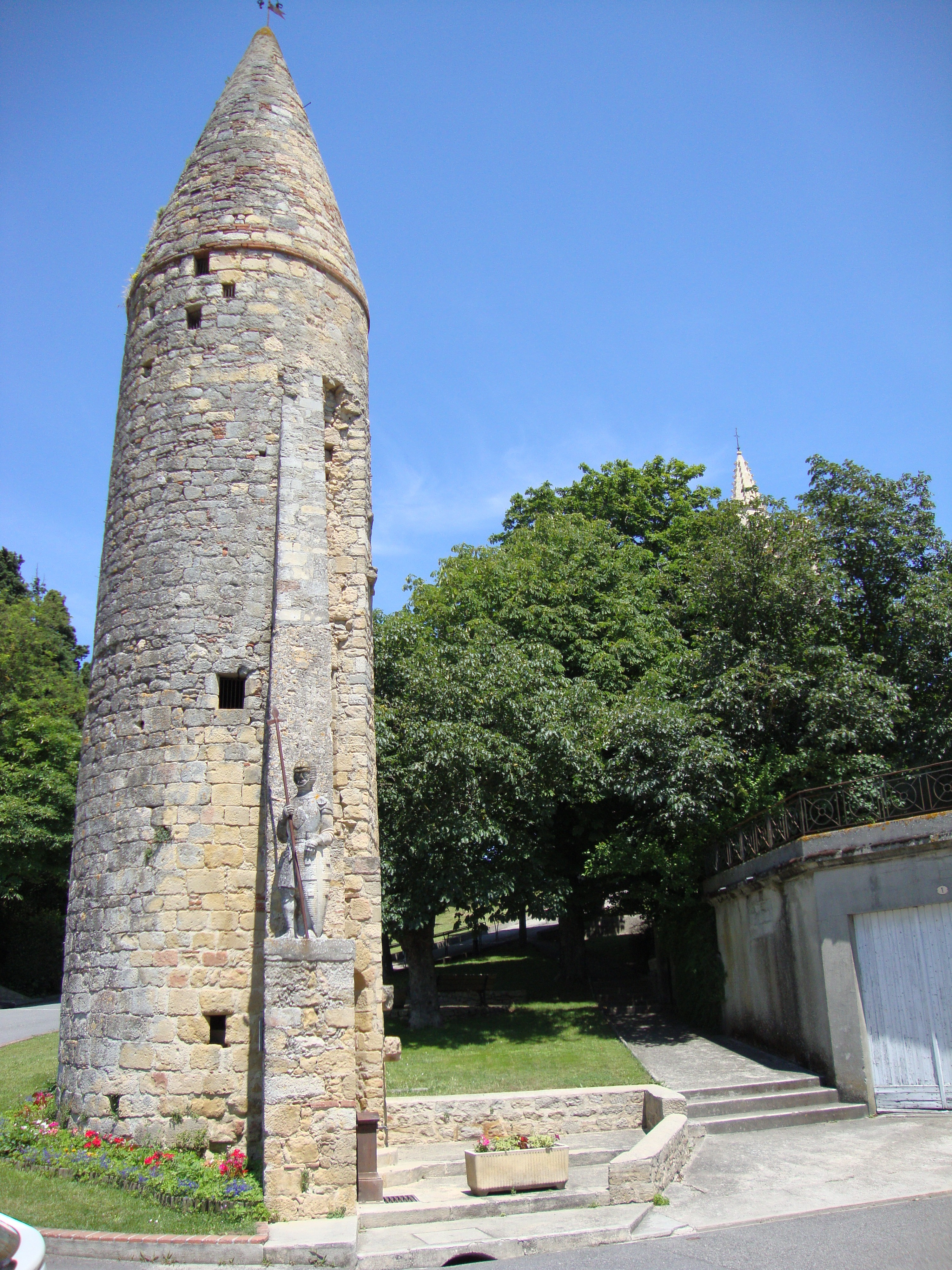
Башня
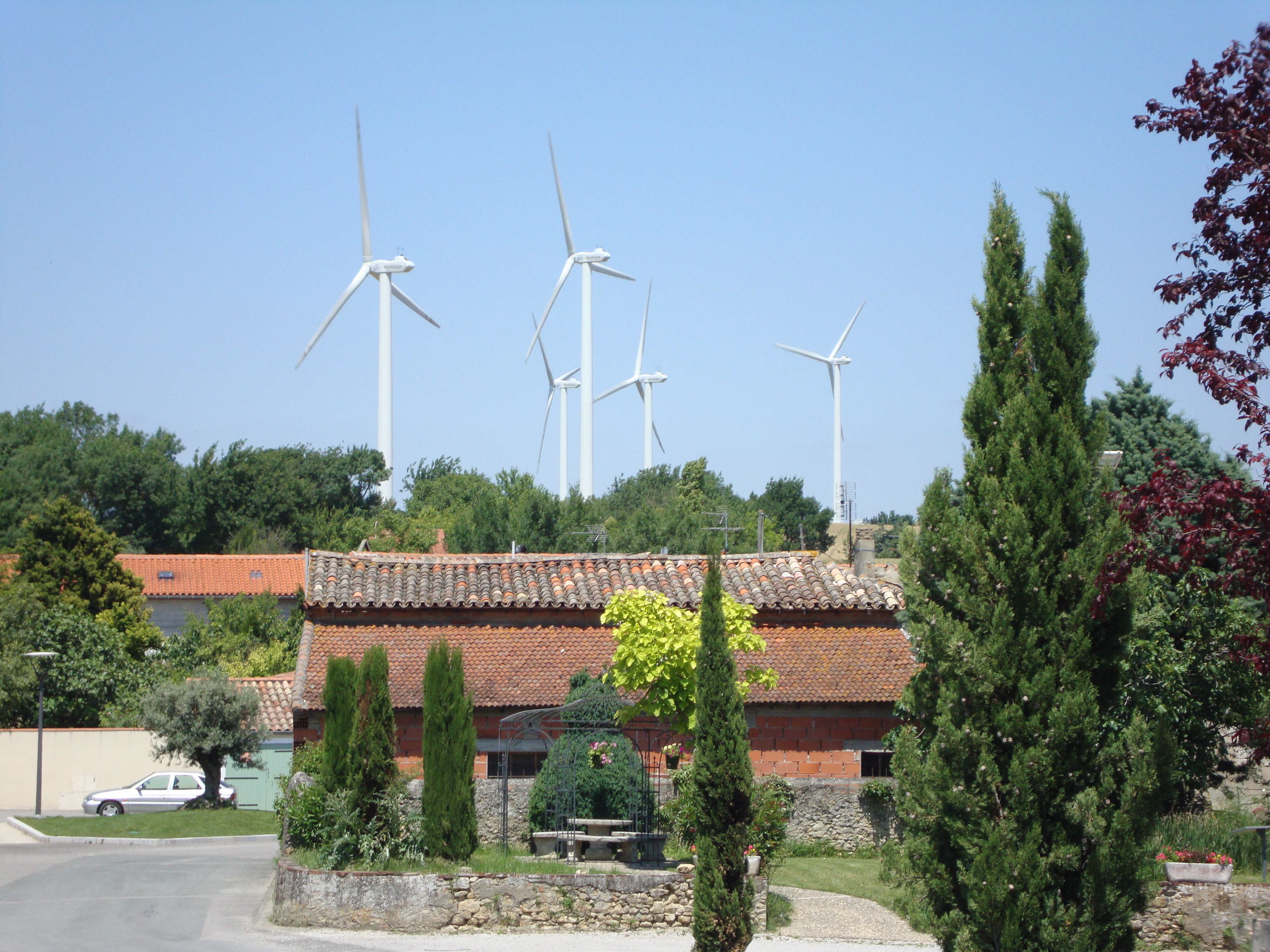
Ветрогенераторы
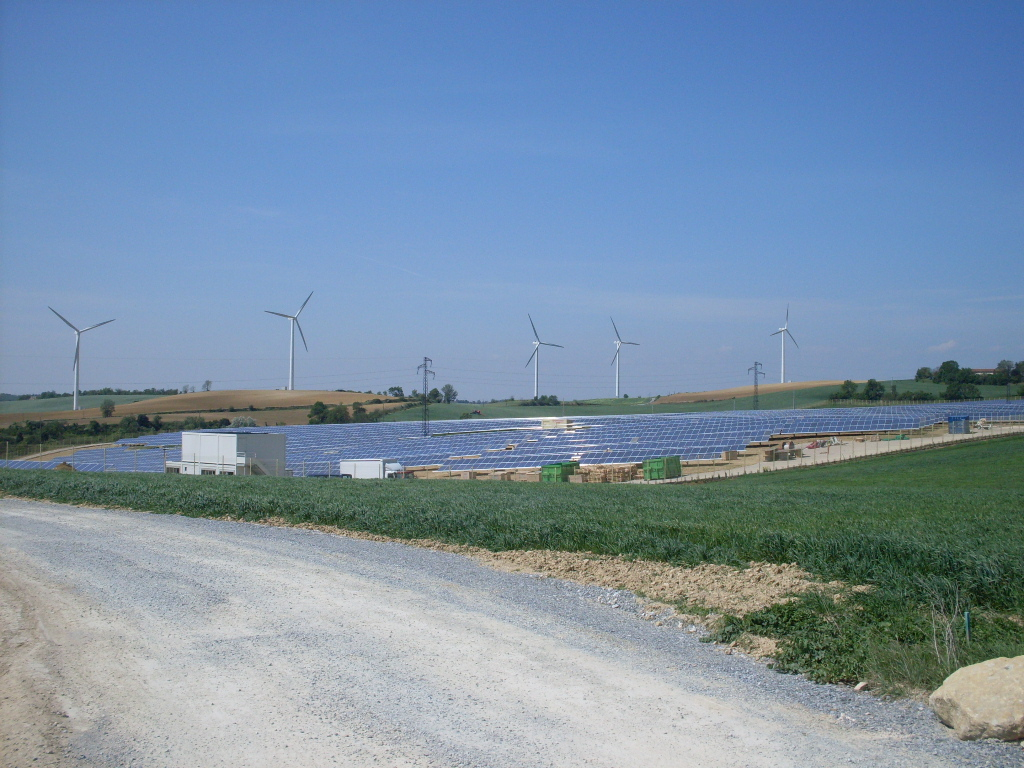
Солнечные батареи